# Frank Bossard
Frank Clifton Bossard (* 13. Dezember 1912 in Driffield; † 19. Juni 2001 in Hull) war ein britischer Spion.
Bossard trat 1939 in die Royal Air Force ein, wo er Offizier wurde. Nach dem Krieg war er für den MI6 an der britischen Botschaft in Bonn stationiert. Nach seiner Rückkehr nach London und dem Ausscheiden aus dem britischen Geheimdienst wurde er 1961 vom KGB rekrutiert, dem er mehrmals geheime Unterlagen über Lenkwaffen übergab. Nachdem er von Dmitri Poljakow verraten wurde, wurde Bossard 1965 verhaftet und zu 21 Jahren verurteilt, 1975 wurde er aus dem Strafvollzug entlassen.